# 히카르두 오르타
히카르두 조르즈 루즈 오르타(포르투갈어: Ricardo Jorge Luz Horta, 1994년 9월 15일 ~ )는 포르투갈의 축구 선수로 현재 SC 브라가에서 윙어로 활약하고 있다.

## 수상

### 클럽
SC 브라가
- 프리메이라리가 : 3위 (2019-20), 4위 (2017-18, 2018-19, 2020-21, 2021-22)
- 타사 드 포르투갈 : 우승 (2020-21), 4강 (2018-19)
- 타사 다 리가 : 우승 (2019-20), 준우승 (2016-17, 2020-21), 4강 (2018-19)
- 수페르타사 칸디두 드 올리베이라 : 준우승 (2021)

### 국가대표팀
포르투갈 U-21
- UEFA U-21 축구 선수권 대회 : 준우승 (2015)

### 개인
- 프리메이라리가 이달의 공격수 : 2020년 1월, 2022년 2월, 2022년 4월
- 프리메이라리가 이달의 선수 : 2020년 1월, 2022년 4월
- 프리메이라리가 올해의 팀 : 2021-22